# 膳棚町
膳棚町（ぜんだなちょう）は、愛知県名古屋市瑞穂区の地名。現行行政地名は膳棚町1丁目から膳棚町3丁目。住居表示未実施地域。

## 地理
名古屋市瑞穂区中央部に位置する。西は瑞穂通、南は豊岡通、北は白羽根町に接する。

## 歴史

### 地名の由来
瑞穂町の旧字膳棚に由来する。字名は、当地が西向き斜面に段々畑が裾野まで広がり、膳を棚に並べたような風景であったことによるという。

### 沿革
- 1945年（昭和20年）9月26日 - 瑞穂区瑞穂町字白羽根・荒畑・東神手・膳棚・中内田・北石川の各一部により、同区膳棚町1〜3丁目として成立[9]。

## 世帯数と人口
2019年（平成31年）3月1日現在の世帯数と人口は以下の通りである。
| 町丁   | 世帯数  | 人口  |
| ------ | ------- | ----- |
| 膳棚町 | 394世帯 | 848人 |

### 人口の変遷
国勢調査による人口の推移
| 1950年（昭和25年） | 323人 | [ 10 ] |  |
| 1955年（昭和30年） | 686人 | [ 10 ] |  |
| 1960年（昭和35年） | 903人 | [ 11 ] |  |
| 1965年（昭和40年） | 869人 | [ 11 ] |  |
| 1970年（昭和45年） | 917人 | [ 12 ] |  |
| 1975年（昭和50年） | 964人 | [ 12 ] |  |
| 1980年（昭和55年） | 938人 | [ 13 ] |  |
| 1985年（昭和60年） | 829人 | [ 13 ] |  |
| 1990年（平成2年）  | 847人 | [ 14 ] |  |
| 1995年（平成7年）  | 850人 | [ 15 ] |  |
| 2000年（平成12年） | 794人 | [ 16 ] |  |
| 2005年（平成17年） | 787人 | [ 17 ] |  |
| 2010年（平成22年） | 760人 | [ 18 ] |  |

## 学区
市立小・中学校に通う場合、学校等は以下の通りとなる。また、公立高等学校に通う場合の学区は以下の通りとなる。
| 番・番地等 | 小学校               | 中学校               | 高等学校 |
| ---------- | -------------------- | -------------------- | -------- |
| 全域       | 名古屋市立豊岡小学校 | 名古屋市立萩山中学校 | 尾張学区 |

## 施設
- 名古屋市立豊岡小学校[7]北緯35度7分25秒 東経136度56分24.2秒 / 北緯35.12361度 東経136.940056度
- 膳棚カトリック教会[7]北緯35度7分31.8秒 東経136度56分9.5秒 / 北緯35.125500度 東経136.935972度

## 史蹟
- 瑞穂古墳群（うち第一号墳）[8]

## その他

### 日本郵便
- 郵便番号 : 467-0013[4]（集配局：瑞穂郵便局[21]）。